# Швыдаков, Николай Александрович
Николай Александрович Швыдаков (6 июля 1980) — белорусский футболист, полузащитник.

## Биография
Воспитанник гомельского футбола, первый тренер — Владимир Дмитриевич Агеев. В 1998 году по приглашению А. И. Юревича перешёл в минское «Торпедо», в котором начал взрослую карьеру и провёл четыре сезона в высшей лиге Белоруссии. Финалист Кубка Белоруссии 2000 года, в финальном матче не сыграл, получив травму на предыгровой разминке.
В начале 2002 года перешёл в украинский клуб «Металлист» (Харьков). За календарный год провёл 14 матчей в высшей лиге Украины и в конце года покинул клуб из-за задолженностей по зарплате. В летнее межсезонье 2003 года снова пробовал силы в «Металлисте», вылетевшем к тому времени в первую лигу, но в итоге окончательно вернулся в Белоруссию.
Весной 2003 года играл за минский «Локомотив» и стал финалистом Кубка Белоруссии. Затем полтора года провёл в составе «Нафтана», но из-за постоянных травм играл нерегулярно. В начале 2005 года перешёл в «Шахтёр» (Солигорск), но не сыграл в этом клубе ни одного матча.
В ходе сезона 2005 года вернулся в минский «Локомотив», где провёл три с половиной года, за это время дважды со своим клубом вылетал из высшей лиги и один раз завоевал право на повышение в классе с третьего места в первой лиге (2007). В 2009 году перешёл в жодинское «Торпедо», в первом сезоне сыграл 23 матча, в следующем — 4 игры. Финалист Кубка Белоруссии 2010 года. В 2011 году в очередной раз вернулся в «Локомотив», переименованный вскоре в СКВИЧ. По окончании сезона 2011 года объявлял о завершении профессиональной карьеры, но после этого сыграл ещё несколько матчей за клуб в первой и второй лигах.
Всего в высшей лиге Белоруссии сыграл 192 матча и забил 24 гола. В высшей лиге Украины — 14 матчей. Большую часть карьеры провёл на позиции крайнего полузащитника, но также играл на краю обороны и в центре атаки.
Вызывался в молодёжную сборную Белоруссии под руководством Юрия Пунтуса.

## Достижения
- Финалист Кубка Белоруссии: 2000, 2003, 2010